# 슈퍼마린 시파이어

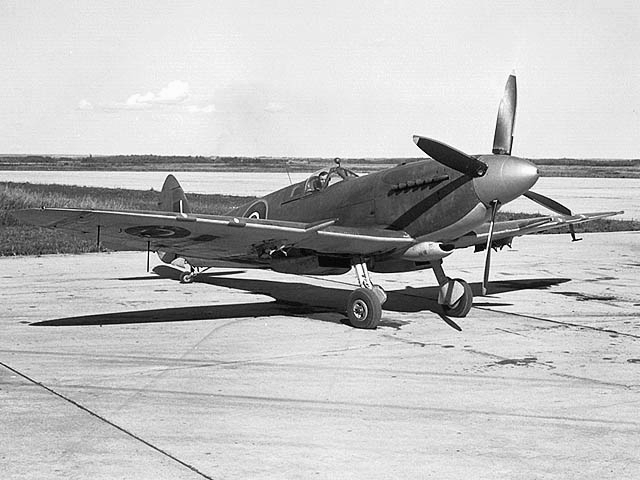

슈퍼마린 시파이어(Supermarine Seafire)는 영국 해군에서 항공모함용으로 슈퍼마린 스피트파이어를 개량하여 만든 함재기로 총 2334기가 만들어졌다. 당시 영국 해군에서는 항공모함용으로 쓸 만한 함재기가 부족했다. 맨 먼저 블랙번 항공사에서 스퀴어 전폭기를 만들었으나 속도가 느렸고 그래서 더 빠른 복엽기 글레이디에이터를 사용했으나 항속거리가 짧아 페어리 사가 풀머를 만들었다. 그러나 풀머도 또한 페어리 자사에서 만든 배틀 구식 경폭격기를 기반으로 하였는데다가 속도도 제로센이나 콜세어등 미국이나 일본의 함재기보다 느려서 퇴역하였고 마틀렛(미국의 F4F)을 쓰다가 개발한 게 이것이다.영국 해군,프랑스 해군, 아일랜드 항공 부대, 캐나다 해군에서 사용되었다. 4날프로펠러를 채용하였다.

## 같이 보기
- 슈퍼마린 스피트파이어
- 슈퍼머린 시팡
- 호커 허리케인
- 0식 함상전투기
- 그러먼 F4F 와일드캣
- 그러먼 F6F 헬캣
- 제2차 세계 대전 기간 영국의 군사사